# Llista de Béns Culturals d'Interès Nacional de l'Alta Ribagorça
Llista de Béns Culturals d'Interès Nacional de l'Alta Ribagorça inscrits en el Registre de Béns Culturals d'Interès Nacional (BCIN) del Departament de Cultura de la Generalitat de Catalunya per a la comarca de l'Alta Ribagorça. Inclou els béns immobles més rellevants del patrimoni cultural que tenen la categoria de protecció de major rang com a unitat singular, conjunt, espai o zona amb valors culturals, històrics o tècnics.
L'any 2017, l'Alta Ribagorça comptava amb 27 béns culturals d'interès nacional classificats en 20 monuments històrics, 6 conjunts històrics i 1 d'altres. Entre els monuments històrics estan incloses les esglésies romàniques de la Vall de Boí declarades en conjunt com a Patrimoni de la Humanitat per la UNESCO. A continuació es mostren les últimes dades disponibles ordenades per municipis.
| Monument                                                                             | Protecció          | Estil/època                        | Localització | Coordenades                                            | Codi?         | Imatge |
| ------------------------------------------------------------------------------------ | ------------------ | ---------------------------------- | --- | ------------------------------------------------------ | ------------- | --- |
| Església de Santa Maria de Viu de Llevata, Església de l'Assumpció de la Mare de Déu | BCIN 381-MH-EN     | Romànic XII                        | El Pont de Suert Viu de Llevata                                                                                                   | 42° 22′ 10″ N, 0° 48′ 45″ E / 42.369462°N,0.812408°E   | RI-51-0010430 | Església de Santa Maria de Viu de Llevata (el Pont de Suert) · Vegeu més fotos d'aquest monument · Carregueu una nova foto d'aquest monument         |
| Castell d'Erillcastell                                                               | BCIN 1285-MH       | Obra popular Medieval              | El Pont de Suert Erillcastell | 42° 25′ 27″ N, 0° 48′ 06″ E / 42.424225°N,0.801737°E   | RI-51-0006440 | Castell d'Erillcastell (el Pont de Suert) · Vegeu més fotos d'aquest monument · Carregueu una nova foto d'aquest monument                            |
| Castell de Castelló de Tor, Castilló de Tor                                          | BCIN 1286-MH       | Romànic                            | El Pont de Suert Castilló de Tor                                                                                                  | 42° 26′ 03″ N, 0° 44′ 30″ E / 42.434073°N,0.741752°E   | RI-51-0006441 | Carregueu una nova foto d'aquest monument |
| Castell de Viu de Llevata                                                            | BCIN 1287-MH       | Romànic                            | El Pont de Suert Viu de Llevata                                                                                                   | 42° 22′ 09″ N, 0° 48′ 55″ E / 42.369182°N,0.815348°E   | RI-51-0006442 | Castell de Viu de Llevata (el Pont de Suert) · Vegeu més fotos d'aquest monument · Carregueu una nova foto d'aquest monument                         |
| Església de Santa Maria de les Neus d'Irgo, Mare de Déu de les Neus                  | BCIN 1899-MH-EN    | Obra popular XVIII                 | El Pont de Suert Als afores d'Irgo                                                                                                | 42° 26′ 40″ N, 0° 46′ 17″ E / 42.444571°N,0.771294°E   | RI-51-0007084 | Església de Santa Maria de les Neus d'Irgo (el Pont de Suert) · Vegeu més fotos d'aquest monument · Carregueu una nova foto d'aquest monument        |
| Església de Sant Climent d'Iran                                                      | BCIN 1900-MH-EN    | Romànic XI                         | El Pont de Suert Iran | 42° 27′ 33″ N, 0° 46′ 49″ E / 42.4592694°N,0.7802806°E | RI-51-0007086 | Església de Sant Climent d'Iran (el Pont de Suert) · Vegeu més fotos d'aquest monument · Carregueu una nova foto d'aquest monument                   |
| Ermita de Sant Salvador d'Irgo                                                       | BCIN 1901-MH-EN    | Obra popular XVIII                 | El Pont de Suert Irgo de Tor | 42° 26′ 15″ N, 0° 46′ 09″ E / 42.437617°N,0.769134°E   | RI-51-0007085 | Ermita de Sant Salvador d'Irgo (el Pont de Suert) · Vegeu més fotos d'aquest monument · Carregueu una nova foto d'aquest monument                    |
| Església de Sant Joan de Boí                                                         | PH BCIN 63-MH-EN   | Romànic XI                         | La Vall de Boí Boí | 42° 31′ 21″ N, 0° 50′ 01″ E / 42.522402°N,0.833605°E   | RI-51-0001298 | Església de Sant Joan de Boí (la Vall de Boí) · Vegeu més fotos d'aquest monument · Carregueu una nova foto d'aquest monument                        |
| Església de Santa Eulàlia d'Erill la Vall                                            | PH BCIN 64-MH-EN   | Romànic XI-XII                     | La Vall de Boí Erill la vall | 42° 31′ 29″ N, 0° 49′ 32″ E / 42.524816°N,0.825531°E   | RI-51-0001299 | Església de Santa Eulàlia d'Erill la Vall (la Vall de Boí) · Vegeu més fotos d'aquest monument · Carregueu una nova foto d'aquest monument           |
| Església de Sant Climent de Taüll                                                    | PH BCIN 76-MH-EN   | Romànic XI-XII                     | La Vall de Boí Taüll | 42° 31′ 03″ N, 0° 50′ 55″ E / 42.517481°N,0.848661°E   | RI-51-0000692 | Església de Sant Climent de Taüll (la Vall de Boí) · Vegeu més fotos d'aquest monument · Carregueu una nova foto d'aquest monument                   |
| Església de Santa Maria de Taüll                                                     | PH BCIN 77-MH-EN   | Romànic XI-XII                     | La Vall de Boí Pl. de l'Església, Taüll                                                                                           | 42° 31′ 13″ N, 0° 50′ 50″ E / 42.520235°N,0.847179°E   | RI-51-0000693 | Església de Santa Maria de Taüll (la Vall de Boí) · Vegeu més fotos d'aquest monument · Carregueu una nova foto d'aquest monument                    |
| Església de la Nativitat de la Mare de Déu de Durro, Santa Maria de Durro            | PH BCIN 300-MH-EN  | Romànic XII                        | La Vall de Boí C. de l'Església, c. Sarahis. Durro                                                                                | 42° 29′ 53″ N, 0° 49′ 15″ E / 42.498178°N,0.820745°E   | RI-51-0007216 | Església de la Nativitat de la Mare de Déu de Durro (la Vall de Boí) · Vegeu més fotos d'aquest monument · Carregueu una nova foto d'aquest monument |
| Fortificació de Boí                                                                  | BCIN 514-MH        | Medieval                           | La Vall de Boí Boí | 42° 31′ 19″ N, 0° 49′ 59″ E / 42.5220194°N,0.8330333°E | RI-51-0006268 | Fortificació de Boí (la Vall de Boí) · Vegeu més fotos d'aquest monument · Carregueu una nova foto d'aquest monument                                 |
| Torre del Pubill                                                                     | BCIN 515-MH-EN     | Romànic XII                        | La Vall de Boí Barruera | 42° 30′ 21″ N, 0° 48′ 05″ E / 42.505739°N,0.801492°E   | RI-51-0006269 | Torre del Pubill (la Vall de Boí) · Vegeu més fotos d'aquest monument · Carregueu una nova foto d'aquest monument                                    |
| Església de Sant Feliu de Barruera                                                   | PH BCIN 1887-MH-EN | Romànic, gòtic XI-XII, XV          | La Vall de Boí Camí de l'Església, Barruera                                                                                       | 42° 30′ 15″ N, 0° 48′ 09″ E / 42.504061°N,0.802488°E   | RI-51-0007080 | Església de Sant Feliu de Barruera (la Vall de Boí) · Vegeu més fotos d'aquest monument · Carregueu una nova foto d'aquest monument                  |
| Església de Santa Maria de Cardet                                                    | PH BCIN 1888-MH-EN | Romànic, obra popular XI-XII, XV   | La Vall de Boí Cardet | 42° 29′ 52″ N, 0° 47′ 10″ E / 42.497883°N,0.786051°E   | RI-51-0007079 | Església de Santa Maria de Cardet (la Vall de Boí) · Vegeu més fotos d'aquest monument · Carregueu una nova foto d'aquest monument                   |
| Església de l'Assumpció de Cóll, Santa Maria de Cóll                                 | PH BCIN 1889-MH-EN | Romànic, gòtic XII, XIV-XV         | La Vall de Boí Cóll | 42° 28′ 20″ N, 0° 46′ 22″ E / 42.472103°N,0.772646°E   | RI-51-0007082 | Església de l'Assumpció de Cóll (la Vall de Boí) · Vegeu més fotos d'aquest monument · Carregueu una nova foto d'aquest monument                     |
| Capella de Sant Quirc de Durro, Sant Quirs                                           | PH BCIN 1890-MH-EN | Romànic XII, XVII-XVIII            | La Vall de Boí Durro | 42° 29′ 43″ N, 0° 48′ 42″ E / 42.495224°N,0.811742°E   | RI-51-0007081 | Capella de Sant Quirc de Durro (la Vall de Boí) · Vegeu més fotos d'aquest monument · Carregueu una nova foto d'aquest monument                      |
| Capella de Sant Quirc de Taüll, o Sant Quirs                                         | BCIN 1891-MH-EN    | Romànic XII-XIII                   | La Vall de Boí Taüll | 42° 30′ 49″ N, 0° 51′ 10″ E / 42.513588°N,0.852811°E   | RI-51-0007083 | Capella de Sant Quirc de Taüll (la Vall de Boí) · Vegeu més fotos d'aquest monument · Carregueu una nova foto d'aquest monument                      |
| Cardet                                                                               | BCIN 1892-CH-EN    | Romànic, obra popular Medieval-XXI | La Vall de Boí Cardet | 42° 29′ 53″ N, 0° 47′ 08″ E / 42.498°N,0.78548°E       | RI-53-0000419 | Nucli urbà de Cardet (la Vall de Boí) · Vegeu més fotos d'aquest monument · Carregueu una nova foto d'aquest monument                                |
| Barruera                                                                             | BCIN 1893-CH-EN    | Romànic, obra popular Medieval-XXI | La Vall de Boí Barruera | 42° 30′ 18″ N, 0° 48′ 03″ E / 42.50508°N,0.80074°E     | RI-53-0000423 | Nucli urbà de Barruera (la Vall de Boí) · Vegeu més fotos d'aquest monument · Carregueu una nova foto d'aquest monument                              |
| Cóll                                                                                 | BCIN 1894-CH-EN    | Romànic Medieval-XXI               | La Vall de Boí Cóll | 42° 28′ 22″ N, 0° 46′ 16″ E / 42.47271°N,0.77115°E     | RI-53-0000422 | Centre urbà de Cóll (la Vall de Boí) · Vegeu més fotos d'aquest monument · Carregueu una nova foto d'aquest monument                                 |
| Boí                                                                                  | BCIN 1895-CH-EN    | Romànic, obra popular Medieval-XXI | La Vall de Boí Boí | 42° 31′ 20″ N, 0° 50′ 00″ E / 42.52219°N,0.83345°E     | RI-53-0000421 | Centre urbà de Boí (la Vall de Boí) · Vegeu més fotos d'aquest monument · Carregueu una nova foto d'aquest monument                                  |
| Erill la Vall                                                                        | BCIN 1896-CH-EN    | Romànic, obra popular Medieval-XXI | La Vall de Boí Erill la Vall | 42° 31′ 32″ N, 0° 49′ 31″ E / 42.52561°N,0.82519°E     | RI-53-0000424 | Nucli urbà d'Erill la Vall (la Vall de Boí) · Vegeu més fotos d'aquest monument · Carregueu una nova foto d'aquest monument                          |
| Durro                                                                                | BCIN 1897-CH-EN    | Romànic, obra popular Medieval-XXI | La Vall de Boí Durro | 42° 29′ 54″ N, 0° 49′ 18″ E / 42.49827°N,0.82157°E     | RI-53-0000420 | Nucli urbà de Durro (la Vall de Boí) · Vegeu més fotos d'aquest monument · Carregueu una nova foto d'aquest monument                                 |
| Part de la Vall de Boí i de la Noguera de Tor                                        | BCIN 1902-LH       |                                    | La Vall de Boí (Barruera, Boí, Erill la Vall, Cardet, Taüll, Cóll, Durro, Caldes de Boí, Saraís) i el Pont de Suert (Irgo i Iran) | 42° 31′ 20″ N, 0° 50′ 03″ E / 42.522123°N,0.83406°E    | RI-54-0000082 | Part de la Vall de Boí i de la Noguera de Tor (la Vall de Boí) · Vegeu més fotos d'aquest monument · Carregueu una nova foto d'aquest monument       |
| Restes de murs i fortificació                                                        | BCIN 1773-MH       | Medieval                           | Vilaller Nucli antic de Vilaller                                                                                                  | 42° 28′ 36″ N, 0° 42′ 58″ E / 42.476633°N,0.716064°E   | RI-51-0006545 | Restes de murs i fortificació (Vilaller) · Vegeu més fotos d'aquest monument · Carregueu una nova foto d'aquest monument                             |